# Neoprotoplonyx kadaladi
Neoprotoplonyx kadaladi är en tvåvingeart som beskrevs av Rao 1956. Neoprotoplonyx kadaladi ingår i släktet Neoprotoplonyx och familjen gallmyggor. Inga underarter finns listade i Catalogue of Life.